# Anna Hursey
Anna Hursey (* 22. Juni 2006 in Carmarthen) ist eine walisische Tischtennisspielerin. Sie gilt als jüngste Sportlerin überhaupt, die das Land jemals vertrat. Bei den Commonwealth Games 2022 gewann sie mit Charlotte Carey Bronze im Doppel.                                                                      

## Karriere
Hursey begann im Alter von fünf Jahren mit dem Tischtennissport. Im Jahr 2017 trat sie mit 10 Jahren in einem Qualifikationsspiel zur Europameisterschaft mit der Mannschaft gegen Kosovo an. 
Dabei wird angenommen, dass sie die jüngste Sportlerin überhaupt ist, die Wales in einer Sportart vertritt. Im selben Jahr nahm sie an der World Cadet Challenge teil. Außerdem war die Waliserin bei den Commonwealth Games 2018 zu sehen. Sie wurde für die BBC Young Sports Personality of the Year 2018 nominiert. 
Diese Auszeichnung wurde jedoch von Kare Adenegan gewonnen. 2020 wurde sie bei den Walisischen Meisterschaften nach Charlotte Carey Zweite. Sie trainiert vor allem in Peterborough oder in der Volksrepublik China.
Bei der Europameisterschaft 2021 in Warschau schaffte Hursey es, sich in der Qualifikation durchzusetzen und sich als jüngste Spielerin für die Finalrunde des Dameneinzels zu qualifizieren. Dort schied sie nach einer 1:4-Niederlage gegen Linda Bergström in der ersten Runde aus. Gold holte sie 2025 bei der Jugend-Europameisterschaft im Doppel mit Mia Griesel.

## Turnierergebnisse
| Verband | Veranstaltung                         | Jahr | Ort               | Land | Einzel    | Doppel     | Mixed         | Team |
| ------- | ------------------------------------- | ---- | ----------------- | ---- | --------- | ---------- | ------------- | ---- |
| WAL     | Europameisterschaft                   | 2020 | Warschau          | POL  | letzte 64 |            | letzte 32     |      |
| WAL     | Europameisterschaft                   | 2017 | Luxemburg         | LUX  |           |            |               | 28   |
| WAL     | Commonwealth Meisterschaften          | 2019 | Cuttack           | IND  | Qual.     |            |               |      |
| WAL     | Commonwealth Games                    | 2022 | Birmingham        | ENG  |           | Halbfinale |               |      |
| WAL     | Commonwealth Games                    | 2018 | Gold Coast        | AUS  | Qual.     |            |               |      |
| WAL     | WTT Feeder                            | 2022 | Otocec            | SLO  | letzte 64 | letzte 16  | letzte 16     |      |
| WAL     | Weltmeisterschaft                     | 2019 | Budapest          | HUN  | Qual.     | letzte 64  | letzte 128    |      |
| WAL     | Weltmeisterschaft                     | 2018 | Halmstad          | SWE  |           |            |               | 51   |
| WAL     | Jugend-Europameisterschaft (Kadetten) | 2021 | Varazdin          | CRO  | letzte 32 |            | Viertelfinale |      |
| WAL     | Jugend-Europameisterschaft (Kadetten) | 2019 | Ostrava           | CZE  | letzte 16 | letzte 16  | letzte 32     |      |
| WAL     | Jugend-Europameisterschaft (Kadetten) | 2018 | Cluj-Napoca       | ROU  | letzte 32 | letzte 32  | letzte 64     | 21   |
| WAL     | Jugend-Europameisterschaft (Kadetten) | 2017 | Guimarães         | POR  | letzte 32 |            |               |      |
| WAL     | Jugend-Europameisterschaft Ü21        | 2025 | Bratislava        | SK   |           | Gold       |               | 27   |
| WAL     | Jugend-Weltmeisterschaft              | 2021 | Vila Nova de Gaia | POR  | letzte 16 |            | Halbfinale    |      |

## Persönliches
Anna Hursey besuchte die Cardiff High School. Nach der 8. Klasse verließ sie die Schule. Ihre Mutter ist Chinesin. 2019 zog Anna Hursey mit ihrer Familie nach Tianjin, um Vollzeit Tischtennis zu spielen.